# 博爾奈斯
博爾奈斯（瑞典語：Bollnäs）是瑞典耶夫勒堡省博尔奈斯市镇内的城区。在2010年，人口有12,842人。